# Sistema de educación de Yucatán
La educación en Yucatán se proporciona principalmente por el sector público, con el control y la financiación procedente de dos niveles: federal y estatal. La educación preescolar, primaria, secundaria y media superior son de carácter obligatorio. También hay un gran número de instituciones de educación superior en todo el estado que se puede optar por asistir, tanto públicos como privados.
El estado cuenta con alrededor de 1332 escuelas preescolares, 1535 escuelas primarias, 625 escuelas secundarias, 119 bachilleratos afiliados a la SEP, junto con otras instituciones afiliadas a universidades, estos últimos dos niveles conforman la educación media superior.

## Alfabetización
En 2010, en el estado, 141 753 personas mayores de 8 años no sabían leer ni escribir.

## Niveles

### Educación superior
La mayor parte de la oferta educativa de nivel superior se concentra en Mérida. La Universidad Autónoma de Yucatán es considerada como la máxima casa de estudios del estado, y como una de las cinco mejores universidades públicas de México, además de ser calificada como una de las mejores 100 de América Latina. En la capital destacan también otras universidades como el Instituto Tecnológico de Mérida, la Universidad Anáhuac Mayab, la UNID (Universidad Interamericana para el Desarrollo), Universidad Modelo, Universidad Mesoamericana de San Agustín y la Universidad Tecnológica Metropolitana mientras que en el interior del estado sobresalen el Instituto Tecnológico de Conkal, la Universidad de Oriente y el Instituto Tecnológico de Tizimín, todas ellas consideradas entre las 360 mejores universidades del país.